# Cara-A i cara-B

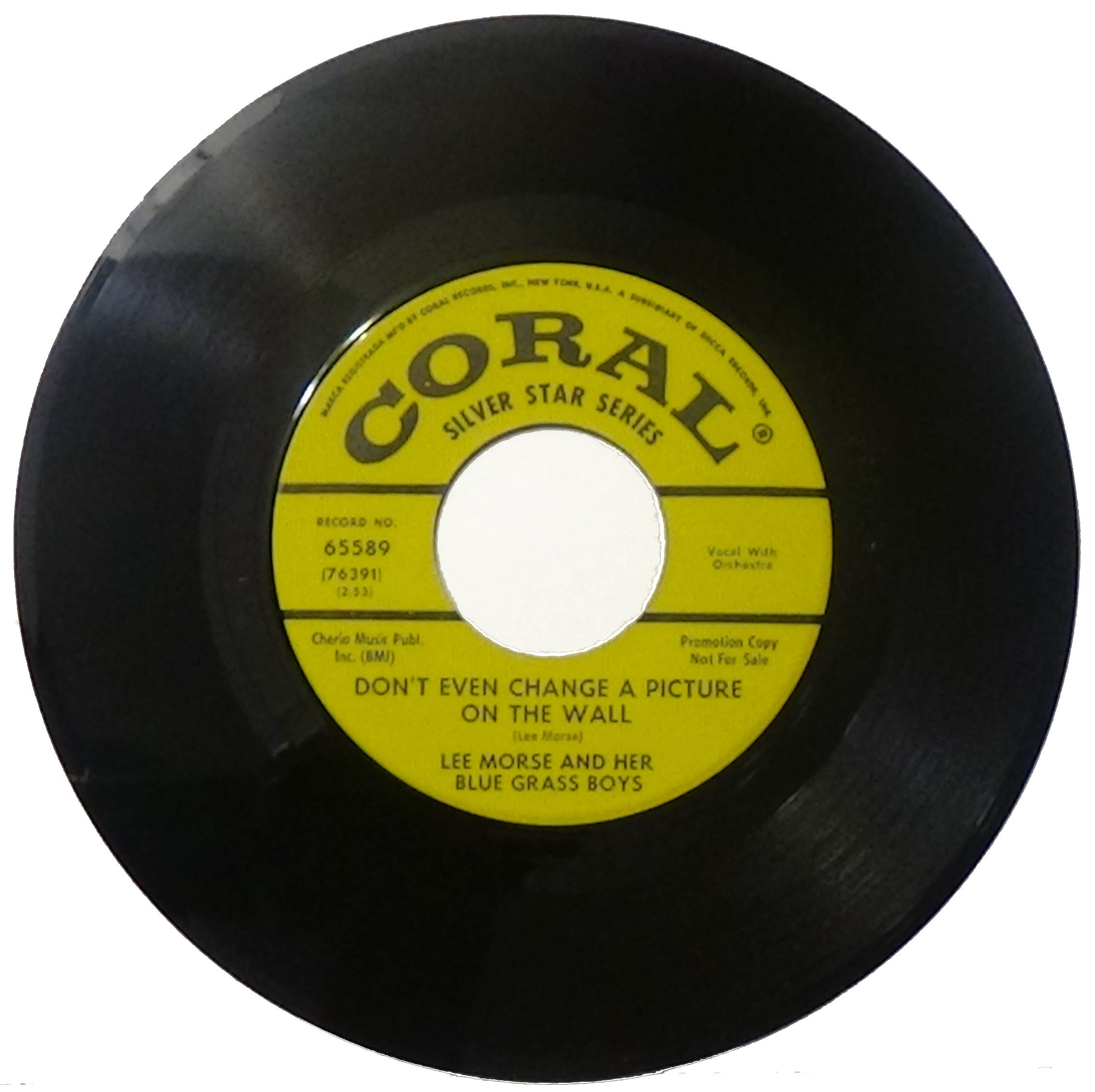
Un senzill de 45 RPM. Es mostra la cara-A.

En l'àmbit de la música gravada, cara-A i cara-B (de l'anglès A-side i B-side) són els termes amb què es denominen els dos costats dels discos de vinil de 7 polzades en què originàriament es publicaven els senzills musicals en els anys 1950. Els termes derivaren en la denominació dels tipus de cançons convencionalment ubicats a cada cara del disc, essent la cara-A la cançó principal, aquella que el productor del disc pretén que obtingui la rotació en les cadenes de ràdio i eventualment es converteixi en un hit, i la cara-B la cançó secundària que no sol aparèixer a l'àlbum i que serveix com a material inèdit per a promocionar la venda del senzill.